# یواس‌اس اوپال (پی‌وای‌سی-۸)
یواس‌اس اوپال (پی‌وای‌سی-۸) (به انگلیسی: USS Opal (PYc-8)) یک کشتی بود که طول آن ۱۸۵ فوت ۶ اینچ (۵۶٫۵۴ متر) بود. این کشتی در سال ۱۹۲۸ ساخته شد.